# 1993 BO3
1993 BO3 är en asteroid i huvudbältet som upptäcktes den 30 januari 1993 av de båda japanska astronomerna Takeshi Urata och Akira Natori vid Nachi-Katsuura-observatoriet.
Asteroiden har en diameter på ungefär 3 kilometer.